# 花园饭店
花园饭店（英語：Okura Garden Hotel Shanghai）位于上海茂名南路58号，毗邻繁华的淮海中路，与锦江饭店隔路相望，由原法国总会改建而成，是一个有古典特色的五星级宾馆。現由日本大仓饭店管理集团管理。酒店于1990年3月20日开业，现共有478间客房，5间餐厅和3间酒吧。

## 历史
今长乐路以南，茂名南路以西的地块，原隶属于建于1903年的德国乡村俱乐部。1914年，上海法租界第三次扩张，使得原本处于上海西郊的德国乡村俱乐部被划入法租界内。1918年，德国在一战中战败，法租界公董局将德国乡村俱乐部没收。对此，中国政府提出抗议，后来经协调，地皮拍卖，由法租界公董局购下。其中位于长乐路、陕西南路转角处的一部分地块用于建造新式里弄凡尔登花园。另一部分则于1924年开始建造新的法国总会（原总会位于南昌路，今科学会堂），建筑由法商赉安洋行设计，于1926年建成。太平洋战争中法国总会一度被日军占用，抗战胜利后成为美国海军俱乐部
1954年被上海市人民委员会（市政府）接管，作为市文化俱乐部。1960年归锦江饭店管理，成为上海锦江俱乐部，又名58号俱乐部。1985年起，由日本野村证券投资改建为花园饭店，1989年竣工，1990年开业。1994年作为法国总会俱乐部旧址，列入第二批上海市优秀历史建筑。
法国总会曾是法租界重要的社交场所之一，改建后花园饭店亦接待过诸多外宾。法国前总理、总统希拉克多次下榻花园饭店。

## 建筑特色
花园饭店占地3.7公顷，花园面积2.8公顷，总建筑面积6.5万平方米。

### 外部设计
花园饭店由裙楼与新建主楼組成。裙楼高两层，为原法国总会俱乐部建筑，钢混结构。建筑总体属巴洛克风格，但局部带有装饰艺术特征。建筑南立面为白色，中间和两边均突出，呈弧形。底层为仿粗石拱门券，窗，2层楼两侧则有爱奥尼式柱廊。其上曾有两个圆拱顶的亭子，1949年为减缓建筑沉降而拆除，后来仿建于花园中。新建主楼高33层，钢筋混凝土结构，位于裙楼北侧。

## 交通
- 上海轨道交通
  - 1号线、10号线、12号线︰陕西南路站
  - 13号线︰淮海中路站

## 外部連結
- 花园饭店 - 上海 （页面存档备份，存于）